# Janel Holcomb
Pour les articles homonymes, voir Janelle et Holcomb.
Janel Holcomb, née le 2 décembre 1978 à San Diego en Californie, est une coureuse cycliste américaine. Elle a notamment remporté le National Racing Calendar (NRC) de la fédération américaine en 2011.

## Palmarès
- 2008
  - Boulevard Road Race
  - 2e étape de la Green Mountain Stage Race
  - 2e de la Green Mountain Stage Race
- 2009
  - Tucson Bicycle Classic
- 2010
  - 2e étape de la Green Mountain Stage Race
  - 1re étape du Tour de Nez
- 2011
  - USA Cycling National Racing Calendar
  - Joe Martin Stage Race :
    - Classement général
    - Prologue, 2e étape

  - Cascade Cycling Classic
  - International Tour de Toona
  - Sunny King Criterium
  - 3e du Tour of Elk Grove
- 2013
  - 2e étape du Tour of the Gila
  - 3e du Tour of the Gila
- 2014
  - Tucson Bicycle Classic :
    - Classement général
    - 2e étape